# Brandon Carnes
Brandon Carnes (6 de marzo de 1995) es un deportista estadounidense que compite en atletismo, especialista en las carreras de velocidad. Ganó una medalla de oro en el Campeonato Mundial de Atletismo de 2023, en la prueba de 4 × 100 m.

## Palmarés internacional
| Campeonato Mundial | Campeonato Mundial | Campeonato Mundial | Campeonato Mundial |
| Año                | Lugar              | Medalla            | Prueba             |
| ------------------ | ------------------ | ------------------ | ------------------ |
| 2023               | Budapest (Hungría) | Medalla de oro     | 4 × 100 m          |